# Пипия, Лаша Гудаевич
Лаша Гудаевич Пипия (27 декабря 1975, Зугдиди — 30 июля 2021, Челябинск) — грузинский и российский дзюдоист и самбист, чемпион России по дзюдо, призёр чемпионата Европы по дзюдо, серебряный призёр чемпионата мира по самбо, мастер спорта России международного класса по дзюдо и самбо. В сборной команде России с 1999 года. Выступал за ЦСКА. Тренер — Александр Евгеньевич Миллер. Жил в Челябинске, где и скончался.

## Спортивные достижения
- Чемпионат России по дзюдо 2000 года — ;